# Mueller Glacier Waterfalls
Die Mueller Glacier Waterfalls sind eine Reihe Wasserfälle im Mount-Cook-Nationalpark in der Region Canterbury auf der Südinsel Neuseelands. Sie werden gespeist durch das Schmelzwasser des nach Ferdinand von Mueller benannten Mueller-Gletschers und stürzen über eine Höhe von rund 40 Metern in den Mueller Lake.
Die Wasserfälle sind bei der Wanderung vom Nationalparkzentrum über den Hooker Valley Track zur Mündung des Hooker-Gletschers in den Hooker Lake nach einer Gehzeit von etwa 30 Minuten zu sehen.